# ويل باتون
ويل باتون (بالإنجليزية: Will Patton)‏ (و. 1954 – م) هو ممثل، وممثل تلفزيوني من الولايات المتحدة الأمريكية . ولد في تشارلستون، كارولاينا الجنوبية .

## روابط خارجية
- ويل باتون على موقع IMDb (الإنجليزية)
- ويل باتون على موقع روتن توميتوز (الإنجليزية)
- ويل باتون على موقع ألو سيني (الفرنسية)
- ويل باتون على موقع ميوزك برينز (الإنجليزية)
- ويل باتون على موقع أول موفي (الإنجليزية)
- ويل باتون على موقع قاعدة بيانات الأفلام السويدية (السويدية)
- ويل باتون على موقع إن إن دي بي (الإنجليزية)
- ويل باتون على موقع قاعدة بيانات الفيلم (الإنجليزية)
- ويل باتون على موقع ليتربوكسد (الإنجليزية)
- ويل باتون على موقع كينوبويسك (الروسية)